# رامین فرج‌نژاد
رامین فرج‌نژاد (زادهٔ ۴ دی ۱۳۶۹ در تهران) پاورلیفتینگ‌کار ایرانی است، که سه دوره در سالهای ۱۳۹۴، ۱۳۹۷ و ۱۴۰۱ قهرمان رقابت‌های کشوری قوی‌ترین مردان ایران شده است. او در اولین دوره مسابقات بین‌المللی مردان آهنین در سال ۱۴۰۴ به مقام قهرمانی رسید.
وی در مسابقات مردان آهنین سال ۱۳۹۷ شرکت کرد و به عنوان نفر اول دور مقدماتی به مرحله نیمه‌نهایی مسابقات راه یافت؛ ولی به دلیل آسیب دیدگی از صعود به مراحل بعدی بازماند.
فرج‌نژاد در چندین مسابقه بین‌المللی شرکت کرده است.

## عناوین مهم
- کسب مقام اول کشوری قوی‌ترین مردان ایران در سالهای ۱۳۹۴، ۱۳۹۷ و ۱۴۰۱
- کسب مقام اول مسابقات بین‌المللی مردان آهنین در سال ۱۴۰۴
- کسب مقام قهرمانی مسابقات دبی ماسل شو در سال ۲۰۱۸
- راهیابی به فینال مسابقات حرفه‌ای wus در سال ۲۰۱۹

## حواشی
فرج‌نژاد در بهمن سال ۱۳۹۸ و در یک نزاع خیابانی مورد اصابت گلوله یکی از مهاجمان قرار گرفت، ولی پس از انجام عمل جراحی از این حادثه جان سالم به در برد.